# 代替
| ウィキペディアには「代替」という見出しの百科事典記事はありません（タイトルに「代替」を含むページの一覧/「代替」で始まるページの一覧）。 代わりにウィクショナリーのページ「代替」が役に立つかもしれません。 |